# Boyero de Flandes
El boyero de Flandes es una raza de perro autóctona de la región de Flandes. Se le conoce como bouvier des Flandres y toucheur de boeuf en francés, y Vlaamse koehond y vuilbaard en flamenco.
Tradicionalmente usado como perro pastor de ganado bovino y como perro guardián. Es un perro de tamaño grande y con el cuerpo cubierto de una abundante capa de pelo largo. Existen varias coloraciones, variando desde el marrón claro (leonado) hasta el negro, pasando por varios tonos de gris, "sal y pimienta" y chocolate. La validez en concurso de los distintos colores de pelaje es determinada por las asociaciones canófilas.

## Apariencia

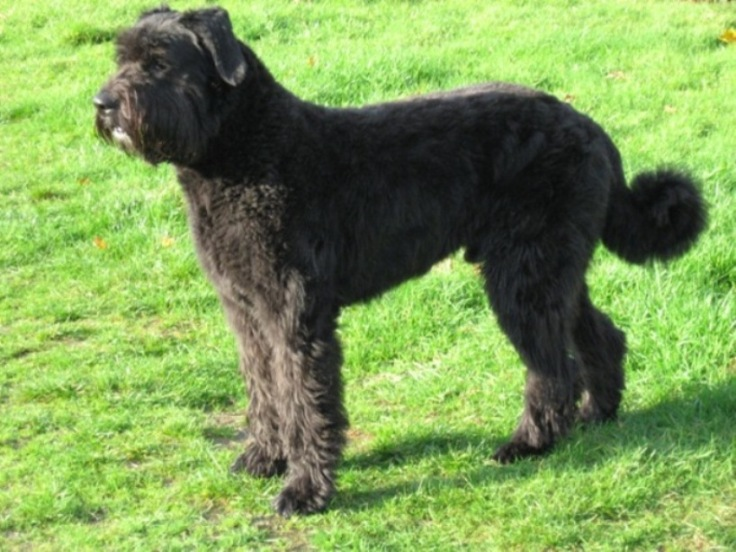
Un boyero de Flandes parado.

El boyero de Flandes es un perro robusto, de apariencia poderosa y gran tamaño pero sin mostrar torpeza o pesadez. Su característica más notable es su impresionante cabeza, acentuada por una tupida barba y bigote. Las orejas y cola en ocasiones son recortadas, aunque esta práctica va cayendo en desuso. El peso puede variar entre 36 y 45 kilogramos, la estatura a la cruz entre 60 y 69 centímetros. El tupido pelaje cuenta con una capa subyacente y puede ser desde un color leonado hasta negro, requiriendo cepillado constante y, en caso de perros de concurso, un recorte cada 6 u 8 semanas.

## Temperamento
Tiene un temperamento estable; nunca tímido pero tampoco agresivo. Como perro pastor y de vigilancia, puede ser desconfiado y protector con su familia o rebaño. Su fuerte instinto de pastoreo se manifiesta con su propia familia, en especial si se incluyen niños. Es un perro que aprende rápidamente, aunque también se aburre fácilmente de modo que requiere estímulo constante y el entrenamiento de obediencia es esencial.

## Salud
Se trata de una raza relativamente saludable y poco predispuesta a padecimientos específicos. Como todas las razas grandes es susceptible de displasia de cadera (canina) y torsión gástrica, y en ocasiones puede presentar problemas de cataratas.